# Ala errante
Ala errante (Central Airport) è un film del 1933 diretto da William A. Wellman e Alfred E. Green.
È un film drammatico statunitense con Richard Barthelmess, Sally Eilers e Tom Brown. John Wayne interpreta un piccolo ruolo come copilota di Neil 'Bud' Blaine. È basato sulla storia Hawk's Mate di Jack Moffit.

## Produzione
Il film, diretto da William A. Wellman e Alfred E. Green su una sceneggiatura di Rian James e James Seymour con il soggetto di Jack Moffitt, fu prodotto da Hal B. Wallis per la Warner Bros. Pictures tramite la First National Pictures e la Vitaphone Corporation e girato nei Warner Brothers Burbank Studios a Burbank in California con un budget stimato in 356.000 dollari in 30 giorni. Titolo di lavorazione: Grand Central Airport. Alfred E. Green fu scelto dai produttori per sostituire William A. Wellman alla regia quando quest'ultimo fu colpito dall'influenza. La Los Angeles Chamber of Commerce vietò, dopo il completamento delle riprese, la pubblicazione di una scena con un disastro aereo perché ritenuta negativa per le compagnie aeree dell'epoca.

## Distribuzione
Il film fu distribuito con il titolo Central Airport negli Stati Uniti dal 15 aprile 1933 al cinema dalla Warner Bros. Pictures.
Alcune delle uscite internazionali sono state:
- nel Regno Unito il 25 settembre 1933
- in Finlandia l'11 ottobre 1933
- in Portogallo il 19 gennaio 1934 (O Rei do Espaço)
- in Danimarca il 21 maggio 1934 (Skyernes søn)
- in Spagna (Aeropuerto Central)
- in Brasile (Atração dos Ares)
- in Austria (Der Weg ins Ungewisse)
- in Grecia (Sima kindynou)
- in Italia (Ala errante)

## Promozione
Le tagline sono:
- "Desperately he courted death because he loved an unfaithful girl!".
- "A Man's Courage and a Woman's Faith Put to the Supreme Test".

## Critica
Secondo Leonard Maltin "qualche impressionante acrobazia e incredibili effetti speciali in miniatura forniscono il tessuto per una sceneggiatura incompleta".